# Kodeks Hammurabiego

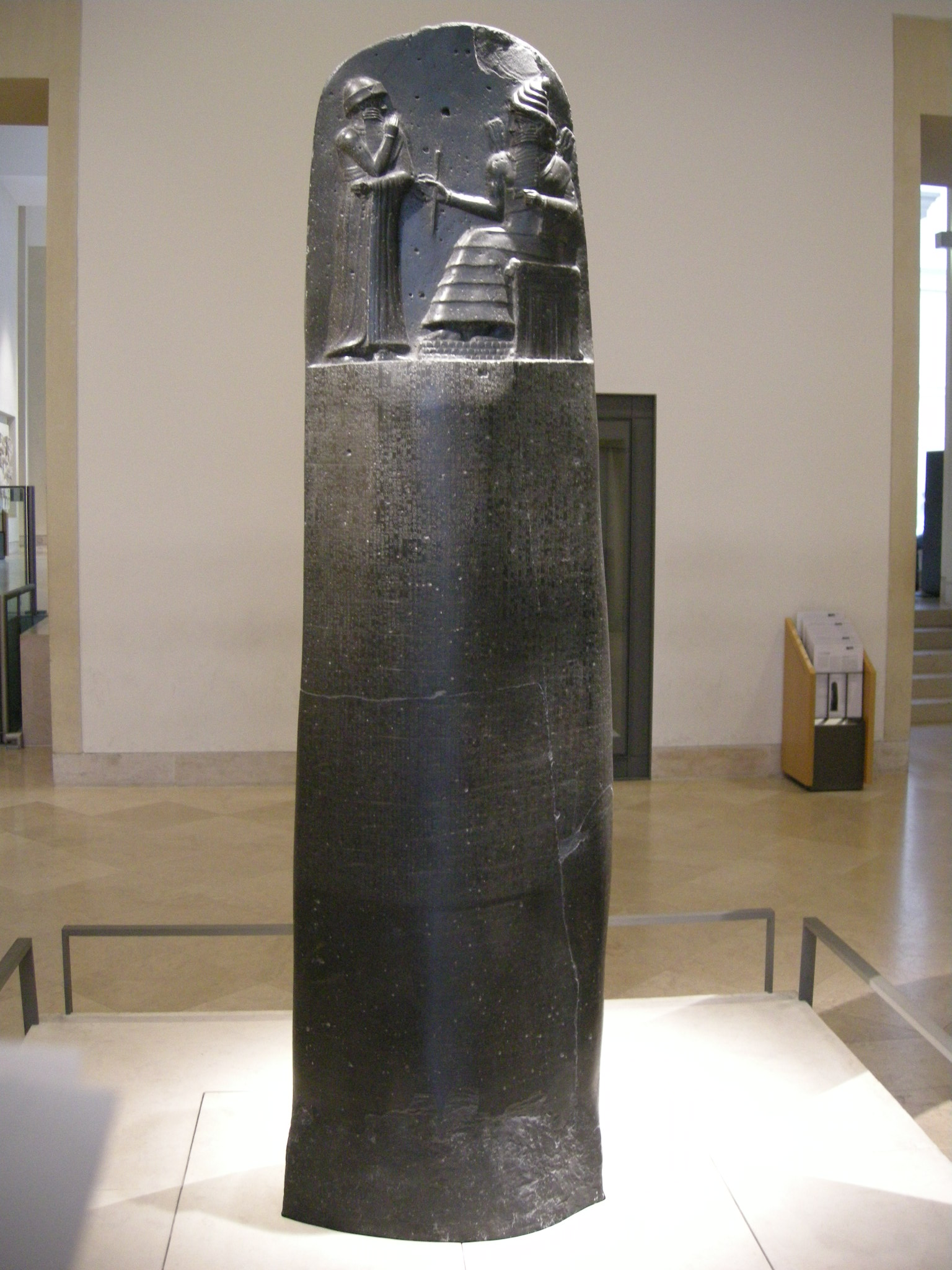
Stela z prawami Hammurabiego; zbiory Luwru, Paryż

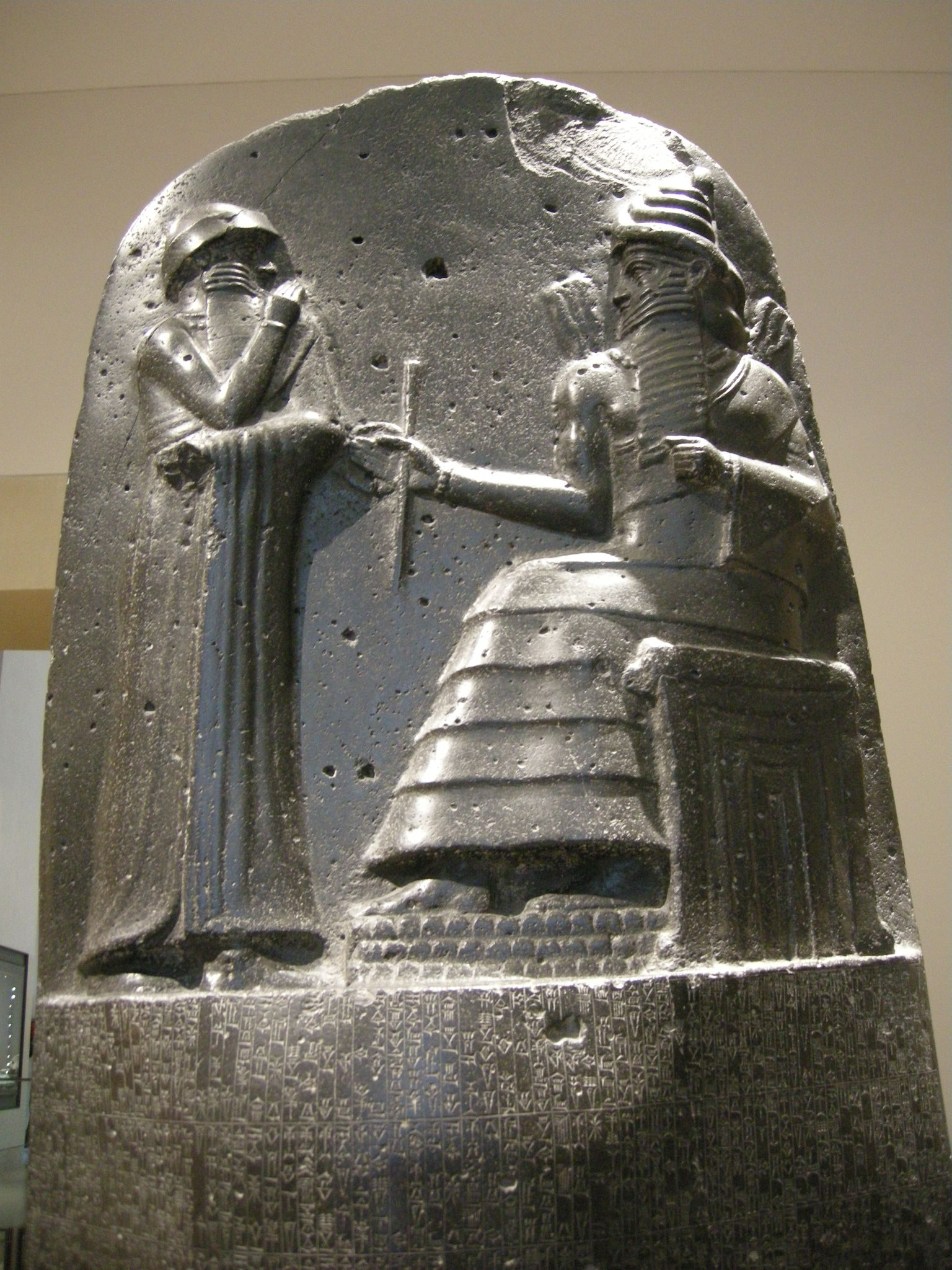
Stela z prawami Hammurabiego – bóg Szamasz wręczający Hammurabiemu insygnia władzy królewskiej

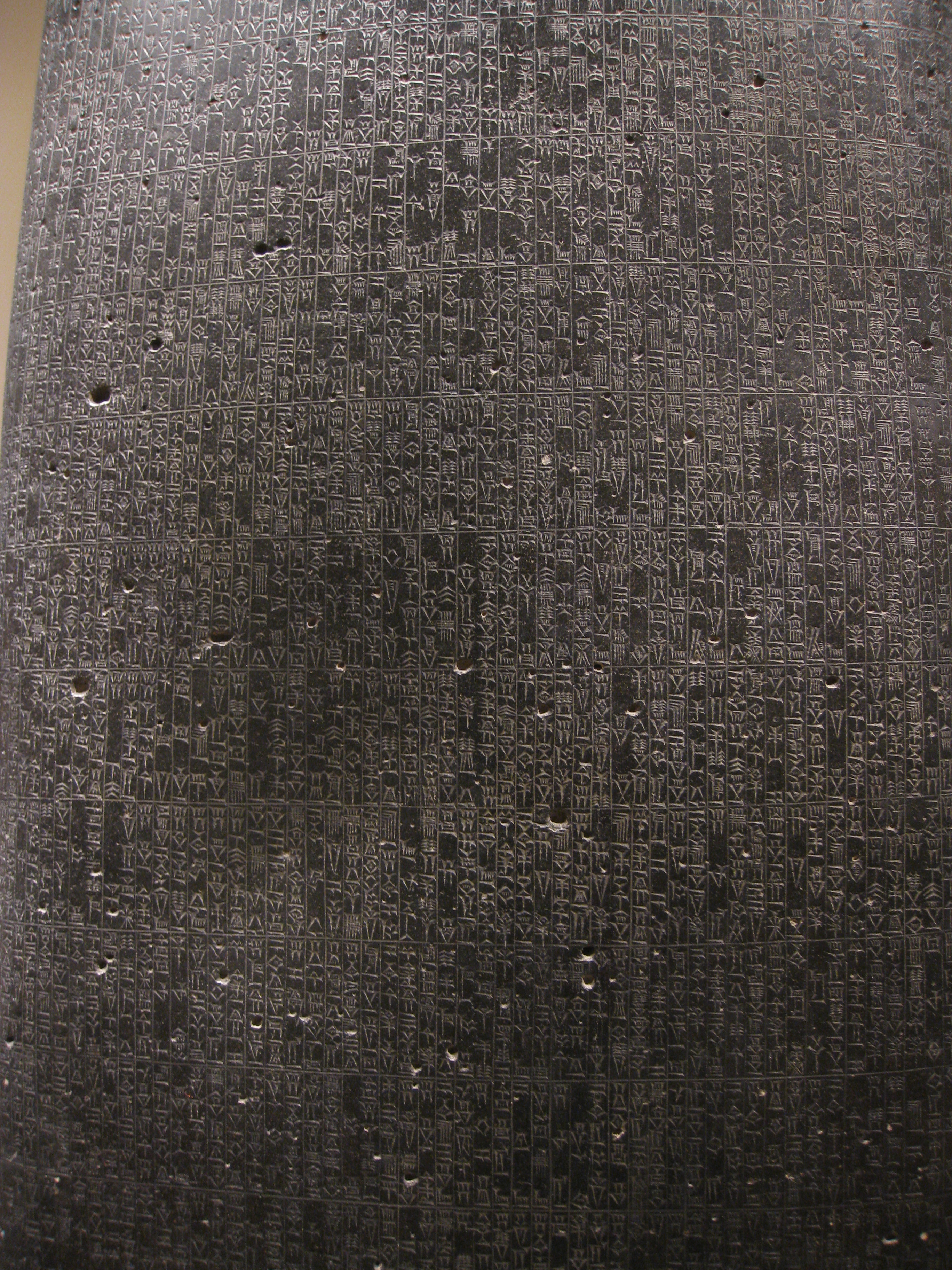
Stela z Kodeksem Hammurabiego – inskrypcja

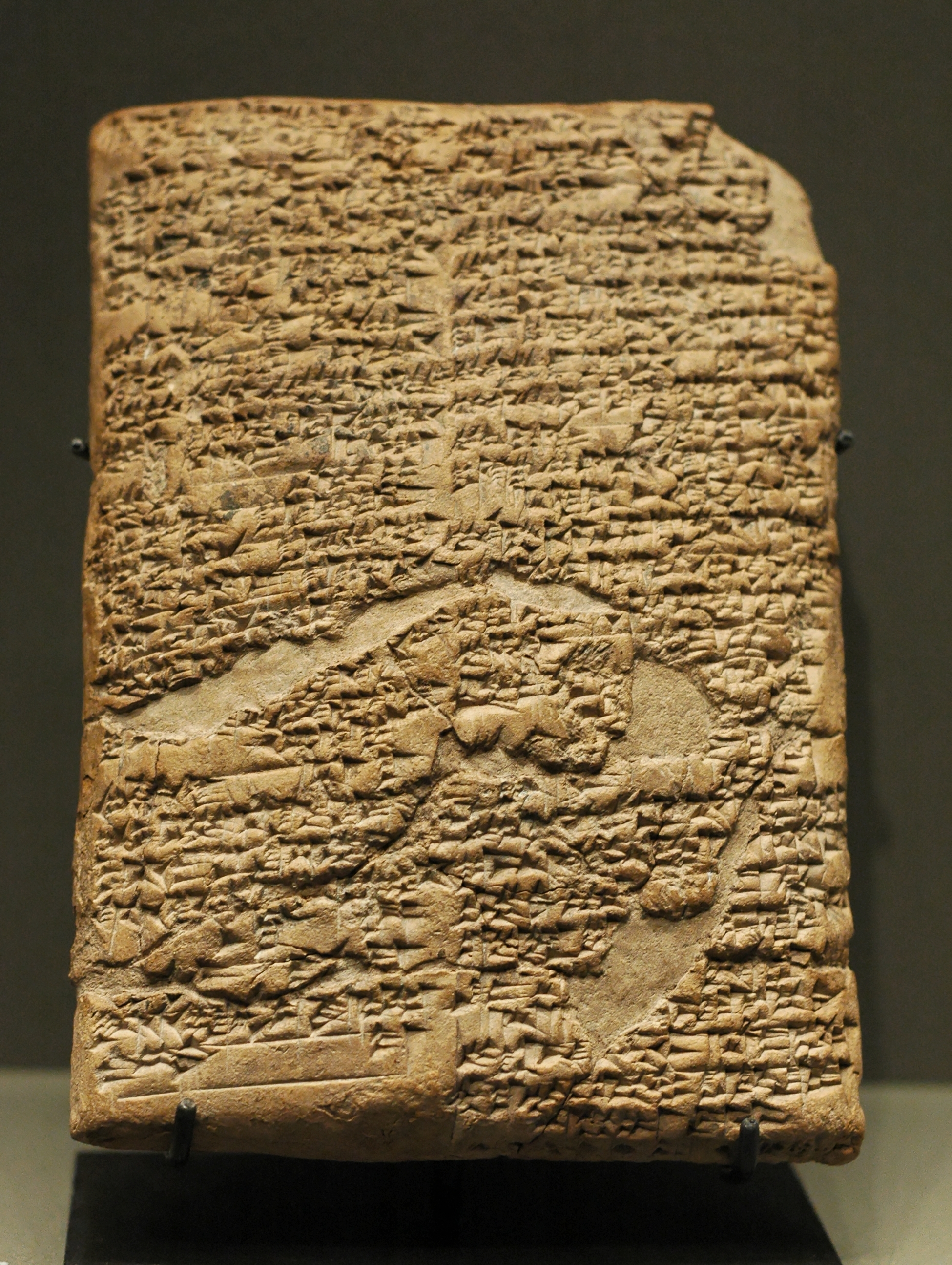
Tabliczka z prologiem ze steli Hammurabiego; zbiory Luwru, Paryż

Kodeks Hammurabiego – babiloński zbiór praw zredagowany i spisany w XVIII w. p.n.e. za panowania króla Hammurabiego, szóstego przedstawiciela I dynastii z Babilonu.

## Ogólna charakterystyka
Z dotychczas odnalezionych podczas wykopalisk archeologicznych mezopotamskich zbiorów praw kodeks Hammurabiego jest w najlepszym stanie. Odnaleziony w 1902 roku w Suzie (dzisiejszy Iran) przez francuskiego archeologa – M. Jequier, członka wyprawy de Morgana. Tekst wyryto w diorycie pismem klinowym w dialekcie babilońskim języka akadyjskiego, niemal kompletny. Jako pierwszy tłumaczeniem 51 zachowanych kolumn tekstu zajął się francuski asyriolog Vincent Scheil. Sama stela znajduje się obecnie w Luwrze. W górnej części stożka zobrazowano króla Hammurabiego, stojącego w kornej postawie przed bogiem słońca, Szamaszem, który siedzi na tronie. Król przyjmuje insygnia władzy z rąk tego głównego bóstwa całej Mezopotamii. W ten sposób Hammurabi uświadamiał wszystkim, że władza oraz prawa przez niego nadane pochodzą od samego boga i są nienaruszalne. Stelę dla podkreślenia jej znaczenia ustawiono przy największej świątyni Babilonu.

## Źródła poznania
Intencją Hammurabiego jako prawodawcy było spisanie wszystkich panujących zwyczajów i praw oraz ustanowienie jednolitych norm ułatwiających rozwój społeczno-gospodarczy Mezopotamii. Przez tę kodyfikację dążył też do zatarcia różnic pomiędzy południem a północą rozległego kraju (pomiędzy Sumerami i Akadami). W tym celu kazał wyryć obowiązujące w jego państwie prawa (prawdopodobnie w znacznej mierze stosowane przez Sumerów) na wysokiej ponad dwa metry steli. W roku 1160 p.n.e., po najeździe Elamitów pod wodzą Szutruk-Nahhunte I na dolną Mezopotamię, stela z Kodeksem została zrabowana z Sippar i wywieziona do Suzy.
Znane są także wcześniejsze zbiory praw, zachowane fragmentarycznie, starsze od kodeksu Hammurabiego: kodeks Urukaginy (I połowa XXIV wieku p.n.e.), kodeks Ur-Nammu (przełom XXII–XXI wieku p.n.e.), kodeks Bilalamy z Esznunny (przełom XXI–XX wieku p.n.e.), kodeks Lipit-Isztara (XX wiek p.n.e.), zapisane – podobnie jak Kodeks Hammurabiego – po babilońsku.

## Charakter praw Hammurabiego
Tekst ze steli pozbawiony wyróżnień i punktów, a przez to faktycznie niemający charakteru kodeksu, we współczesnych przekładach dzieli się na trzy części: wstęp, właściwe przepisy prawne z 282 paragrafami oraz epilog zawierający sankcje prawne.
Kodeks unifikował i systematyzował obowiązujące prawa z wielu dziedzin. Zawierał przepisy prawa karnego, prywatnego oraz procesowego. Znaczna część spisanych praw dotyczyła kwestii ochrony majątku oraz spraw rodzinnych (np. rozstrzygnięć w sprawach dziedziczenia, przynależności dzieci, zdrady małżeńskiej). Wiele miejsca poświęca się też problemom handlowym, kredytom, umowom, odpowiedzialności z tytułu wynagrodzenia szkody. Uwzględniono także podstawowe ceny towarów i usług. Opisano procedurę postępowania sądowego oraz wymieniono przestępstwa i odpowiednie dla nich kary. System kar opierał się na prawie talionu oraz mutylacji (Czym uczyniłeś, to ci odetniemy, np. jeśli syn uderzył ojca, ucinano mu rękę). Wiele przestępstw zagrożonych było karą śmierci. Tylko nieliczne kary były bezkrwawe i ograniczały się do grzywny w srebrze, co dla karanego mogło się skończyć niewolą za długi.
Prawo ustanowione przez Hammurabiego miało charakter kazuistyczny, tzn. jego przepisy formułowano, przewidując konkretne, możliwe do popełnienia przestępstwa, nie starając się o wypracowanie uniwersalnych zasad ogólnych.
Mieszkańcy państwa Hammurabiego nie byli równi wobec prawa. O wielkości kary decydował status: wolny czy niewolnik, posiadany majątek lub funkcja (wyróżnia się urzędników – dwór). Liczyło się, kto skarżył i kto był oskarżonym. Za uszkodzenie ciała niewolnika odszkodowanie brał jego właściciel (odszkodowanie za utratę zdolności do pracy).

### Przykłady prawne w Kodeksie Hammurabiego
- § 1 Jeśli ktoś kogoś oskarżył i rzucił na niego podejrzenie o zabójstwo, zaś tego mu nie udowodnił, ten kto go oskarżył, poniesie karę śmierci.
- § 22 Jeśli obywatel dokonał rabunku i został złapany, człowiek ten zostanie zabity.
- § 102 Jeśli kupiec dał agentowi handlowemu pieniądze jako pożyczkę bezprocentową, a on tam, gdzie poszedł, poniósł stratę, zwróci kupcowi kapitał.
- § 103 Jeśli podczas jego podróży nieprzyjaciel zabierze mu wszystko, co niósł, przed bogiem przysięgnie i będzie uwolniony.
- § 128 Jeśli obywatel żonę sobie wziął, a umowy z nią nie zawarł, kobieta ta nie jest jego żoną.
- § 153 Żona, która dla poślubienia drugiego mężczyzny kazała zabić swego męża, ma zostać wbita na pal[7].
- § 195 Jeśli syn ojca swego uderzył, rękę mu utną.
- § 196 Jeśli obywatel oko obywatelowi wybił, oko mu wybiją.
- § 197 Jeżeli obywatel złamał kość, kość złamią jemu.
- § 198 Jeśli wyrwał oko poddanego albo złamał kość poddanego, zapłaci jedną minę srebra.
- § 199 Jeśli wyrwał oko niewolnika innej osoby albo złamał kość niewolnikowi innej osoby, zapłaci połowę ceny jego kupna.
- § 200 Jeśli obywatel wybił ząb obywatelowi równemu sobie, ząb wybiją jemu.
- § 205 Jeśli niewolnik obywatela w policzek obywatela uderzył, ucho mu utną.
- § 221 Jeśli lekarz kość obywatela złamaną wyleczył lub mięsień bolący uzdrowił, ranny da lekarzowi 5 szekli srebra [1 szekiel to około 10,5 g].
- § 218 Jeśli lekarz obywatelowi operację ciężką nożem z brązu wykonał i spowodował śmierć obywatela lub łuk brwiowy obywatela nożem z brązu otworzył i oka obywatela pozbawił, rękę utną mu.
- § 229 Jeśli budowniczy wybudował komuś dom, a dzieła swego nie wykonał trwale i dom, który wybudował, zawali się i zabije właściciela, budowniczy zostanie zabity, jeśli zginie syn właściciela, zabiją syna budowniczego.

## Wartość praw Hammurabiego
Prawa ustalone w Kodeksie Hammurabiego są obecnie uważane za największe dzieło legislacyjne starożytnego Wschodu, którego celność myśli prawnej przewyższyły dopiero kodyfikacje Justyniana (Digesta Justyniana: Corpus Iuris Civilis). Kazuistyczny system budowy norm, mimo upływu blisko dwóch tysięcy lat, zastosowali również juryści Justyniana. Zniesienie systemu prawnego Hammurabiego było rezultatem upadku ówczesnej cywilizacji pod naporem Persów.

## Znajomość Prawa Hammurabiego w Polsce
Pierwsze, częściowe tłumaczenie Kodeksu Hammurabiego, ukazało się w 1905 roku. Następnie w 1957 roku ukazało się polskie tłumaczenie tekstu czeskiego asyriologa i historyka prawa, Josefa Klimy, wraz z obszernymi komentarzami, zachowującymi do dziś swoją wartość. Pierwsze pełne tłumaczenie z oryginału na język polski przygotował dr Marek Stępień. Ukazało się drukiem w 1996 roku pod tytułem Kodeks Hammurabiego.